# Dizzy (Goo Goo Dolls)
Dizzy è un singolo del gruppo rock statunitense Goo Goo Dolls pubblicato nel 1999 e contenuto nell'album Dizzy Up the Girl.

## Tracce

### Versione Stati Uniti
1. "Dizzy" - 2:41

### Versione Australia
1. "Dizzy" - 2:41
2. "Slide (Acoustic)" - 3:40

### Ep
1. "Dizzy" - 2:43
2. "Slide (Acoustic Version)" - 3:17
3. "Naked (Remix)" - 4:08
4. "Long Way Down (Radio Version)" - 3:32
5. "January Friend" - 2:43

## Classifiche
| Classifica (1998)                       | Posizione raggiunta |
| --------------------------------------- | ------------------- |
| US Billboard Hot 100                    | 108                 |
| US Billboard Hot Mainstream Rock Tracks | 13                  |
| US Billboard Alternative Songs          | 9                   |
| US Billboard Adult Top 40               | 10                  |